# Wormerland
Wormerland (anhörenⓘ) ist eine Gemeinde in der niederländischen Provinz Nordholland. Sie entstand 1991 durch den Zusammenschluss der bisherigen Gemeinden Jisp, Wormer und Wijdewormer.

## Ortsteile und Siedlungen
Engewormer, Jisp, Neck, Oostknollendam, Spijkerboor, Wormer und Wijdewormer.

## Politik

### Sitzverteilung im Gemeinderat
Der Gemeinderat von Wormerland setzt sich seit der Gemeindegründung folgendermaßen zusammen:
| Partei                              | Sitze | Sitze | Sitze | Sitze | Sitze | Sitze | Sitze | Sitze | Sitze |
| Partei                              | 1990  | 1994  | 1998  | 2002  | 2006  | 2010  | 2014  | 2018  | 2022  |
| ----------------------------------- | ----- | ----- | ----- | ----- | ----- | ----- | ----- | ----- | ----- |
| Partij voor Ouderen en Veiligheid a | –     | –     | –     | –     | –     | –     | –     | 2     | 5     |
| VVD                                 | 3     | 3     | 3     | 3     | 3     | 2     | 4     | 3     | 4     |
| GroenLinks                          | 2     | 3     | 2     | 4     | 4     | 2     | 3     | 4     | 3     |
| PvdA                                | 2     | 3     | 3     | 2     | 4     | 2     | 2     | 2     | 2     |
| CDA                                 | 4     | 3     | 3     | 3     | 3     | 2     | 2     | 2     | 2     |
| D66                                 | 2     | 2     | 1     | 1     | –     | –     | –     | 1     | 1     |
| Vereniging Liberaal Wormerland a    | –     | 1     | 3     | 4     | 3     | 6     | 4     | 3     | –     |
| SP                                  | –     | –     | –     | –     | –     | 3     | 2     | –     | –     |
| Gemeentebelangen                    | 2     | –     | –     | –     | –     | –     | –     | –     | –     |
| Gesamt                              | 15    | 15    | 15    | 17    | 17    | 17    | 17    | 17    | 17    |

Anmerkungen

### Bürgermeister
Seit dem 14. April 2020 ist Judith Michel-de Jong (PvdA) amtierende Bürgermeisterin der Gemeinde. Zu seinem Kollegium zählen die Beigeordneten Frans Saelman (VVD), Elly Fens (GroenLinks), Kees van Waaijen (PvdA), Jeroen Schalkwijk (CDA) sowie der Gemeindesekretär Ronald Kool.

## Bilder

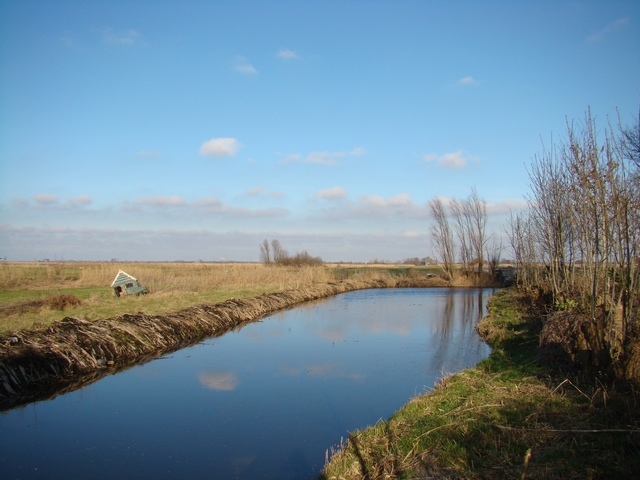
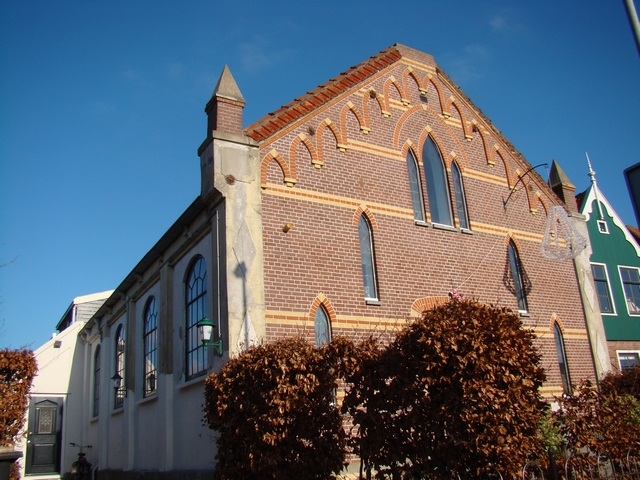
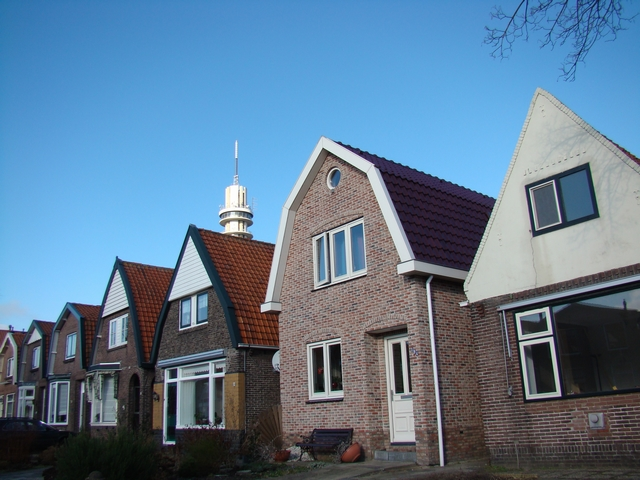
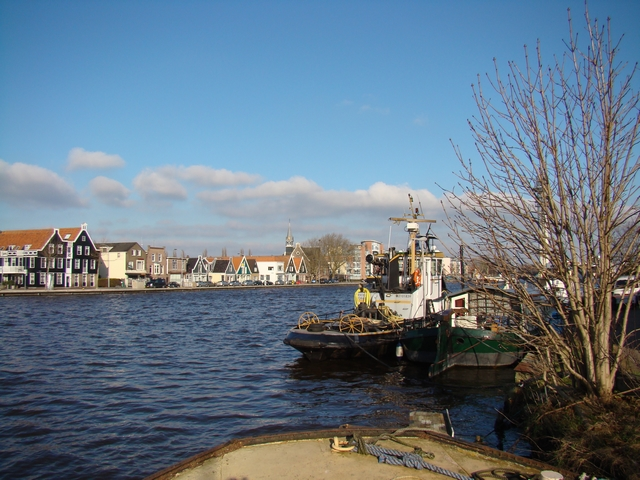